# Pili Pili Mulongoyi
Pili Pili Mulongoyi (né Philippe Mulongoyi Nkulu Mitenga le 12 février 1914 à Kongolo dans l'ancienne province du Katanga, actuellement Haut-Katanga, et décédé le 10 mars 2007 à Kinshasa) est un artiste contemporain et peintre congolais.

## Biographie
Naît au Congo belge en 1914, Pili Pili Molongoyi est fils d'un pêcheur. Ayant grandi près de la nature et du monde traditionnel, cela devient pour lui une source d'inspiration pour ses œuvres. Il fait ses récits, d'œuvre en œuvre avec un style du réel mêlé à l'imaginaire des légendes et contes anciens.

### Début de la carrière
En 1947, Pili Pili s'installe à Élisabethville (actuellement Lubumbashi) et travaille comme peintre en bâtiment et plombier aux travaux publics. Il fait sa rencontre avec Pierres Romain-Desfossés qui l'intègre à l'atelier du Hangar qu'il deviendra dans la suite l'un des artistes talentueux. 
Après la mort de Romain-Desfossés, Pili Pili intègre l'Académie des Beaux-Arts d'Élisabethville comme professeur et dans ses rangs, on peut citer un de ses élèves, le célèbre artiste Mode Muntu,.